# Pagaran Lambung III
Pagaran Lambung III is een bestuurslaag in het regentschap Tapanuli Utara van de provincie Noord-Sumatra, Indonesië. Pagaran Lambung III telt 733 inwoners (volkstelling 2010).